# Suctobelbella clavata
Suctobelbella clavata är en kvalsterart som först beskrevs av Rjabinin 1975.  Suctobelbella clavata ingår i släktet Suctobelbella och familjen Suctobelbidae. Inga underarter finns listade i Catalogue of Life.